# Lycostommyia mopani
Lycostommyia mopani là một loài ruồi trong họ Asilidae. Lycostommyia mopani được Londt miêu tả năm 1992. Loài này phân bố ở vùng nhiệt đới châu Phi.